# オシ

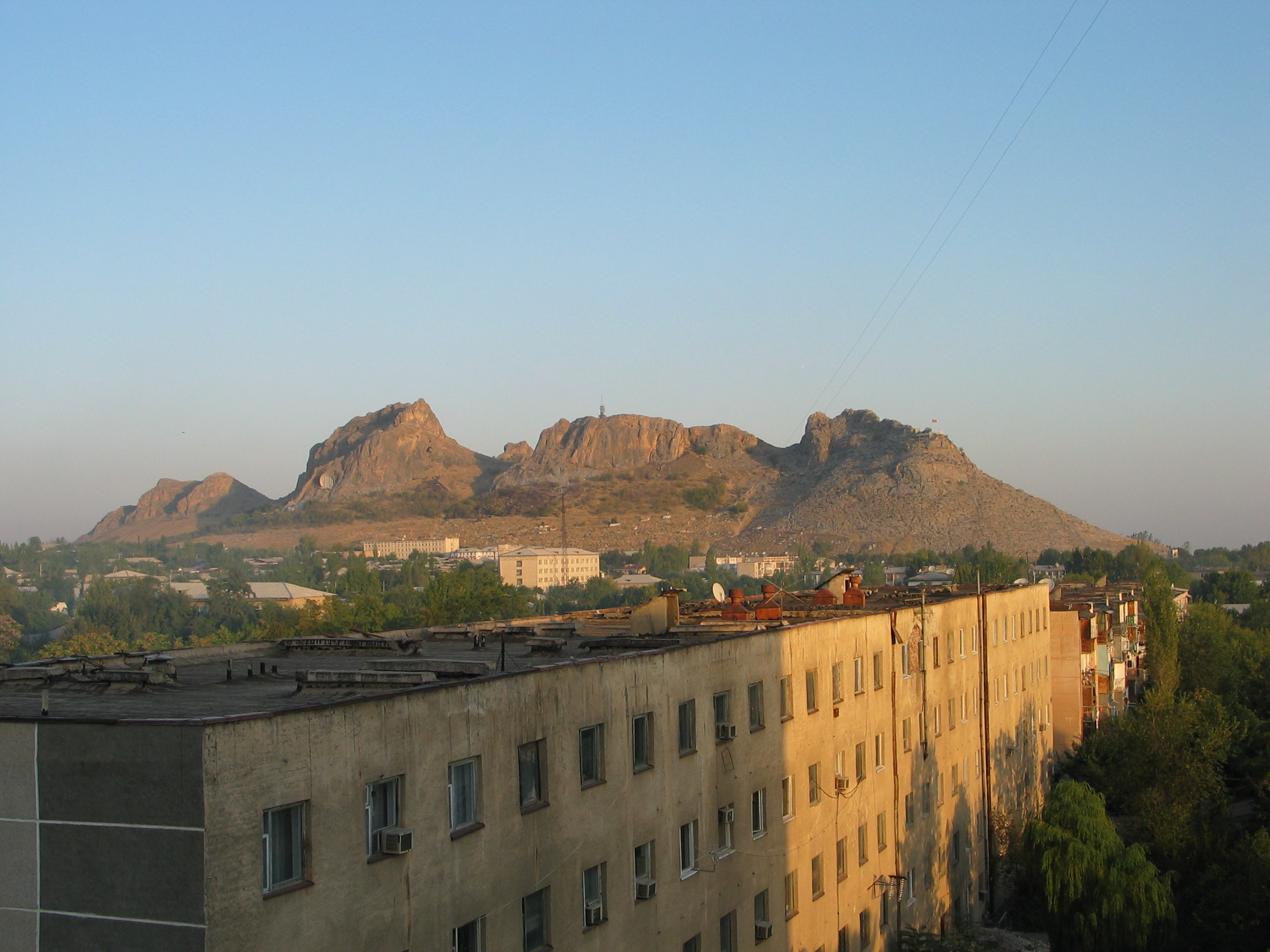
スレイマン山とオシ

オシまたはオシュ（キルギス語: Ош, ウズベク語: Ўш ラテン文字転写：Osh）は、キルギスの都市。オシュ州の州都であるが、同州には属さず、州と同格の特別市となっている。
同国南部のフェルガナ盆地に位置する国内第二の都市で、しばしば「南部の首都」と形容される。市街には3,000年の歴史があり、1990年と2010年にキルギス人とウズベク人の対立によって生じたオシ暴動の現場でもある。

## 概要
1939年からオシ州の州都になっている。2003年時点の人口は22万人で、キルギス人、ウズベク人、ロシア人、タジク人、その他少数民族から成る。
市街地には中央アジア最大の青空市場があり、活気がある。オシの産業基盤はソビエト連邦時代に構築され、ソ連崩壊と共にその大部分を失ったが近年徐々に回復しつつある。ウズベキスタンとの国境が目と鼻の先にあるが、この国境は旧ソ連時代に地域圏に無理やり引かれたもので、オシの貿易と経済発展に暗い影を落としている。首都のビシュケクとの間では航空機が毎日運航され、山岳地帯を通る長く険しい道路も近年改良され交通網が大幅に改善している。
オシには現存する数少ないレーニン像やキルギス南部の人々の間で「女王」と呼ばれ親しまれている女性政治家、クルマンジャン・ダトカなど、いくつかのモニュメントがある。様々な人種が暮らしているだけあって宗教も様々で、バザールの横にあるキルギス最大のモスクや16世紀に建てられたラバト・アブドゥル・カーン・モスクなどイスラームの宗教施設だけでなくソ連崩壊後に再建された正教会の教会がある。また、オシにはキルギスで唯一世界遺産に登録されているスレイマン山があり、街並みのすぐそばに聳える山容は圧巻である。この山の洞穴にはこの地域の植物相・動物相を紹介したり考古学、地質学、歴史学的な出土品を所蔵する博物館がある。

## 歴史
中央アジア最古の植民都市で、シルクロードの毛糸生産の拠点として早ければ8世紀から知られていた。そのシルクロードはオシを通り抜けるとアライ山地を越え現在の中国のカシュガルに達していた。中世になると、パミール高原を越えタジキスタンのホログへ至るパミール街道の起点にもなった。
インドのムガル帝国を建国したバーブル帝はフェルガナ盆地にある現在のウズベキスタン、アンディジャン付近に生まれ、そこから北インドの征服に乗り出した。伝えられるところによると彼はスレイマン山脈で人生の先行きに悩み、結局名高き君主になるという野望を捨ててフェルガナの地に戻った。
彼は都市についてこう記している。「オシに関する秀逸なことわざは数多あります。街の砦の南東にはバラ・コーという美しい山が聳え、その頂にはスルタン・マフムード・ハーンの建てた東屋があります。私は902年、その同じ山のふもとにポルチコ付きの東屋を建てました」
オシはイギリスとロシア帝国が中央アジアの覇権をかけて争ったいわゆるグレート・ゲームによって1876年にコーカンド・ハン国（汗国）からロシア帝国に支配が移った。
1924年にカラ＝キルギス自治州（後のキルギス自治ソビエト社会主義共和国 (1926-1936)、キルギス・ソビエト社会主義共和国）が形成されると、オシはキルギス内に組み込まれた。民族構成の点からも地理の点からも、オシはウズベクの都市となるのが自然であったが、遊牧民族のキルギスには都市が必要という社会主義の論理からキルギス領とされた。
中央アジアの国々がソビエト連邦から相次いで独立する直前の1990年、オシとその近郊ではキルギス人とウズベク人の間で衝突が起き、1000人が犠牲になった。
2010年6月10日にも暴動が起き、少なくとも100人が犠牲となり、1000人以上の怪我人が出た。市の中心部では、若者のギャング団が、棒や石などで店舗のガラスを割り、車に火をつけた。多数の建造物も至る所で放火された。警察は秩序を回復することができず、非常事態宣言が出され、軍隊が動員された。

## 民族
キルギスの中ではウズベク人の割合が最も高い都市で2009年調査では5割近くを占める最大の民族である。この事はしばしばウズベク人とキルギス人の民族衝突を生み、2010年の政変時には、民族対立の激化から多くのウズベク系住民がウズベキスタンへ難民として出国した。
| 民族構成（オシ市）2015 | 民族構成（オシ市）2015 | 民族構成（オシ市）2015 | 民族構成（オシ市）2015 | 民族構成（オシ市）2015 |
| ---------------------- | ---------------------- | ---------------------- | ---------------------- | ---------------------- |
|                        |                        |                        |                        |                        |
| ウズベク人             | ウズベク人             |                        | 48.31%                 | 48.31%                 |
| キルギス人             | キルギス人             |                        | 43.05%                 | 43.05%                 |
| ロシア人               | ロシア人               |                        | 2.70%                  | 2.70%                  |
| トルコ人               | トルコ人               |                        | 2.36%                  | 2.36%                  |
| タタール人             | タタール人             |                        | 1.16%                  | 1.16%                  |

## 交通
- オシ空港
- オシ・トロリーバス

## 姉妹都市
- イスタンブール、トルコ
- サンクトペテルブルク、ロシア
- ジッダ、サウジアラビア
- ノヴォシビルスク、ロシア
- タラズ、カザフスタン